# بشير الخلفي
بشير الخلفي كاتب وروائي وناشط سياسي تونسي اعتقله نظام الرئيس التونسي الأسبق زين العابدين بن علي عام 1987 الانتماء للحركة الإسلامية على خلفية مظاهرات جويليه عام 1987 في العاصمة التونسية، وظل في سجن 9 أفريل لمدة 17 عامًا، ولم يطلق سراحه سوى في عام 2007، ليؤسس عقب حروجه من السجن جمعية «صوت الإنسان» التي تهتم بقضايا معتقلي الرأي كحقوق الإنسان، والاختفاء القسري في تونس.

## مؤلفاته
ألف بشير الخلفي العديد من المؤلفات التي تنوعت ما بين السيرة الذاتية، والروايات، والتي تنتمي في مجملها إلى أدب السجون، ومنها:
- دراقة ستار يحجب الحقيقة (رواية): صدرت عام 2011 عن دار ميارة للنشر والتوزيع بتونس.[4]
- مذكرات سجن 9 أفريل سيلون (سيرة ذاتية): صدرت عام 2018 عن دار ميّارة للنشر والتوزيع بتونس.[5]
- غصة (رواية): صدرت عام 2014 عن الشركة التونسية للنشر وتنمية فنون الرسم بتونس.[6][7]
- المدغور (رواية): كتبها بالتعاون مع الكاتبة رحمة بن سليمان، وصدرت عام 2018 عن الشركة التونسية للنشر وتنمية فنون الرسم بتونس.